# مهارات ما قبل تعلم الرياضيات
قبل تعلم الرياضيات، يتعلم تلاميذ مرحلة ما قبل المدرسة ودور الحضانة مهارات ما قبل الرياضيات (التي يشار إليها باللغة الإنجليزية البريطانية على أنها مهارات ما قبل تعلم الرياضيات).
وتشتمل مهارات الطفولة المبكرة هذه على تعليم كيفية عد الأرقام (غالبًا من 1 إلى 10، لكن في بعض الأحيان يتم تضمين الصفر)، وتعلم التسلسل الصحيح للأرقام، وتعلم تحديد الأشكال الأكبر أو الأصغر، وتعلم عدد الأشياء على الشاشة أو في كتاب. كما ترتبط مهارات ما قبل الرياضيات كذلك بمهارات القراءة والكتابة لتعليم النطق الصحيح للأرقام. يتم التركيز على الأرقام الكبيرة (10 و100 وفي بعض المناطق المدرسية، يصل إلى 1000) لتجهيز الطلاب لفصول الرياضيات ذات الفئة الأعلى. وفي النهاية، فإن مهارات الرياضيات والقراءة والكتابة القائمة على مهارات ما قبل الرياضيات تؤدي إلى تأسيس الطفل بشكل قوي من أجل مهارات العلوم المبكرة.

## وصلات خارجية
- Teach More Love More
- Pre-math Skills on Bella Online